# Макри, Маурисио
Маури́сио Ма́кри (исп. Mauricio Macri [mauˈɾisjo ˈmakɾi]; род. 8 февраля 1959, Тандиль) — аргентинский государственный и политический деятель. Президент Аргентины с 10 декабря 2015 по 10 декабря 2019 года.
В прошлом был депутатом Нижней палаты аргентинского парламента, мэром Буэнос-Айреса (с 24 июня 2007 года по 10 декабря 2015 года). Президент футбольного клуба «Бока Хуниорс» (1995—2007).
В 2016 году американский новостной журнал Time назвал Макри одним из 100 самых влиятельных людей мира и самым влиятельным президентом Латинской Америки.
Идеологически он позиционирует себя как правоцентриста и либерального консерватора. Выступает против излишнего уклона в сторону Китая и России.

## Биография
Макри родился в Тандиле (провинция Буэнос-Айрес) в семье итальянского иммигранта владельца строительного и автомобилестроительного конгломерата SOCMA Франко Макри, состояние которого на 1998 год оценивалось в 730 млн долларов.
Окончил Католический университет Аргентины по специальности гражданское строительство.
С 1985 года начал заниматься бизнесом в обширной сети компаний, основанной его отцом.
В 1991 году был похищен. В 1992 году стал вице-президентом автомобильной компании Sevel.

### Бока Хуниорс
В 1995 году Макри победил на выборах президента спортивного клуба «Бока Хуниорс», который перед его приходом находился в долгом кризисе, и возглавлял его до 2007 года. В начале XXI века «Бока» стала одним из сильнейших клубов мира, выиграв множество титулов как на внутренней, так и на международной арене, включая четыре Кубка Либертадорес, по два Южноамериканских и Межконтинентальных кубка.
За время его президентства команда получила семнадцать трофеев, и Макри стал президентом с наибольшим количеством титулов в истории клуба.
В 1996 году Макри торжественно открыл стадион Луиса Конде, принадлежащий баскетбольному и волейбольному дивизионам Бока Хуниорс, вместимостью две тысячи человек, реконструировал Ла Бомбонера, а в следующем году создал инвестиционный фонд для покупки игроков, прибыль от которых будет поделена: 50 % для «Бока Хуниорс» и ещё 50 % для инвесторов. Он вложил в этот фонд 20 миллионов долларов и ограничил его деятельность периодом своего управления клубом.

### Политическая деятельность
В 2003 году Макри основал политическую партию «Приверженность переменам» (CPC), которая заложила основу для партии-преемницы, Республиканского предложения (PRO).
В 2003 году Макри включился в борьбу за пост главы Буэнос-Айреса и выиграл первый этап голосования, однако во втором этапе уступил Анибалю Ибарре.
В 2005 году Макри стал представителем Буэнос-Айреса в парламенте Аргентины. В феврале 2007 года Макри объявил, что вновь будет бороться за пост мэра города. В первом раунде он набрал 45,6 % голосов, во втором — 60,96 % и стал мэром 12,5-миллионного мегалополиса. Макри расценивался как неофициальный лидер оппозиции в Аргентине, которая набирала силу в стране после экономического кризиса 2001 года, и его победа расценивалась как поражение действующего на тот момент президента Нестора Киршнера. В 2011 Макри был повторно избран мэром.

### Президентство
Президентство Макри было сосредоточено на реформировании национальной экономики и улучшении дипломатических отношений.
Его президентство критиковали за то, что он не смог существенно реформировать экономику, но при этом хвалили за борьбу с коррупцией и повышение конкурентоспособности Аргентины.
Оппозиция выдвинула его на пост президента Аргентины на президентских выборах в октябре 2015 года. В первом туре выборов 25 октября Макри набрал 34,15 % голосов и занял второе место. Кандидат правящей партии Даниэль Сиоли получил 37,08 % голосов. Во втором туре 22 ноября 2015 года Макри выиграл у Сиоли, получив 51,4 % голосов, и 10 декабря 2015 года вступил в должность президента Аргентины. В тот же день Макри сложил полномочия столичного мэра, которые перешли Орасио Родригесу Ларрете.

### Экономическая политика
Макри начал свое президентство с экономическими трудностями, перенесенными из предыдущих правительств. Резервы Центрального банка Аргентины были истощены; инфляция превысила 30 процентов, хотя широко дискредитированный Национальный институт статистики и переписи населения Аргентины (INDEC) предоставил более низкий показатель.
В стране были самые высокие налоговые ставки в своей истории, но дефицит государственного бюджета составлял восемь процентов. С 2001 г. был суверенный дефолт, и существовал конфликт с хедж-фондами; жесткий валютный контроль действует с 2011 года. Поскольку Аргентина является развивающейся страной, глобальное падение цен на сырьевые товары привело к сокращению доходов от торговли.
Маурисио Макри перевёл Аргентину от системы фиксированного обменного курса к системе плавающего курса, отменил налоги на экспорт и сократил субсидии на энергию, чтобы сократить бюджетный дефицит. Он отказался от шоковой терапии и внес изменения постепенно.
Макри отменил валютный контроль, но инфляция осталась высокой, а валютный кризис в Аргентине в 2018 году привел к ссуде от Международного валютного фонда, крупнейшей из когда-либо предоставленных ссуд.
Тарифы на соевые бобы, самый прибыльный экспорт Аргентины, были снижены с 35 до 30 процентов.

## Награды
- Гранд-офицер ордена Звезды Итальянской солидарности (Италия, 27 декабря 2009 года)
- Кавалер Большого креста ордена Почётного легиона (Франция, 25 февраля 2016 года)
- Кавалер Большого креста ордена Ацтекского орла (Мексика, 25 июля 2016 года)
- Кавалер орденской цепи Изабеллы Католической (Испания, 20 февраля 2017 года)[13]
- Кавалер Большого креста ордена Нидерландского льва (Нидерланды, 27 марта 2017 года)
- Кавалер Большая лента ордена Хризантемы (Япония, 31 марта 2018 года)[14]